# Есад Рібіч
Есад Т. Рібіч (нар. 10 листопада 1972) — хорватський автор коміксів та аніматор, відомий своєю роботою над різними серіями Marvel Comics, включаючи «Loki», «Silver Surfer: Requiem», «Sub-Mariner: The Depths» та «Secret Wars» (2015).

## Раннє життя
Есад Т. Рібіч народився в 1972 році в Загребі.

## Кар'єра
Рібіч закінчив Школу прикладного мистецтва та Дизайну в Загребі за спеціальністю графічний дизайнер. Він почав займатися коміксами на початку 90-х років, роблячи ілюстрації для хорватського журналу Plavi (Vjesnik) та німецького Gespenster Geschichten (Bastei Verlag). Рібіч також працював в Zagreb Film як мультиплікатор у таких проєктах, як «The Little Flying Bears» та «Дивовижні пригоди малого Хлапича». Потім Рібіч проілюстрував чотири випуски коміксу видавництва Marvel Comics «Loki» у 2004 році. У 2011–2012 роках Рібіч працював художником у серії Джонатана Гікмана «Ultimate Comics: The Ultimates».
У січні 2013 року Рібіч та письменник Джейсон Аарон запустили серію коміксів «Thor: God of Thunder». Ця серія була визнана восьмою найкращою історією про Тора за версією Comicbook.com.
У 2015 році Рібіч був оголошений одним із художників, що працюють над новою серією коміксів «Méta-Baron», автором сюжету якого є Алехандро Йодоровський та Джеррі Фрісен, хоча випуски Рібіча не вийшли через скасування виходу коміксу. Того травня він працював над коміксом «Secret Wars» разом із письменником Джонатаном Гікманом. Серія отримала позитивні відгуки, критики високо оцінили сюжетну лінію, персонажів, бойові сцени та стиль малюнку.
На 2016 Image Expo було оголошено, що Рібіч та Іван Брендон будуть творчою групою науково-фантастичного серіалу VS, який вийшов у лютому 2018 року. У 2019 році Рібіч одночасно написав і намалював «Conan the Barbarian: Exodus». У вересні 2019 року відбувся дебют лімітованої мінісерії з чотирьох випусків «King Thor», в якому Рібіч об'єднався разом з Джейсоном Аароном. У серпні 2020 року компанія Marvel Comics оголосила, що Рібіч візьме серію «Eternals», яка дебютувала в листопаді 2020 року.